# Nevin Halıcı
Nevin Halıcı (Konya, 1941) és una cuinera (xef) i escriptora de gastronomia turca amb un doctorat i diversos premis sobre gastronomia. Va ser pionera en estudiar les cuines regionales de Turquia, i va escriure diversos llibres de cuina.

## Llibres i premis
El seu llibre traduït a l'anglés, Sufi Cuisine (Cuina sufita) va rebre el premi Gourmand al millor llibre de gastronomia 2015 al Regne Unit. El seu llibre Açıklamalı Yemek ve Mutfak Terimleri Sözlüğü (Diccionari explicat dels termes de menjar i cuina) va rebre un premi al millor llibre de gastronomia en Turquia el 2013.

## Familia
Dra. Nevin Halıcı és filla d'un venedor de catifes i el seu cognom, halıcı, significa "venedor de catifes" en turc. El seu germà, Fevzi Halıcı (1924-2017) fou un poeta sufita reconegut i va rebre un premi de serviu superior del parlament turc per donar a conèixer a Rumi en el mòn.

## Curiositat
El president de la Federació dels Restaurants i Pastisseries de Turquia la va anomenar "la Reina de la Cuina turca" al presentar-li un Premi d'Honor.